# Klatschmohn
Der Klatschmohn (Papaver rhoeas), auch Mohnblume oder Klatschrose genannt, ist eine Pflanzenart aus der Gattung Mohn (Papaver) innerhalb der Familie der Mohngewächse (Papaveraceae).

## Beschreibung

### Erscheinungsbild und Blatt
Der Klatschmohn ist eine sommergrüne, einjährige bis zweijährige krautige Pflanze, die Wuchshöhen von 20 bis 90 Zentimetern erreicht. In gegliederten und netzartig verbundenen Milchsaftröhren wird Milchsaft produziert. Der wenig verzweigte Stängel ist relativ dünn und behaart.
Die rauen, borstig behaarten Laubblätter sind bei einer Länge von etwa 15 Zentimetern im Umriss lanzettlich, einfach bis doppelt fiederschnittig mit grob eingeschnittenen bis scharf gesägten Blattabschnitten.

### Blüte
Die Blütezeit reicht von Mai bis Juli. Die Blüten stehen einzeln, endständig auf dem Stängel. Die zwittrigen Blüten sind radiärsymmetrisch und vierzählig mit doppelter Blütenhülle. Die zwei behaarten Kelchblätter fallen beim Öffnen der Blütenknospe ab. Die Kronblätter sind in der Knospe unregelmäßig „zusammengeknautscht“. Die mit einem Durchmesser von 5 bis 10 Zentimetern relativ großen Blütenkronen können in der Größe erheblich variieren. Die vier scharlach- bis purpurroten, selten weißen oder violetten Kronblätter besitzen im unteren Bereich einen großen schwarzen, oft weiß umrandeten Fleck und sind sehr dünn. Sie ähneln etwas knittrigem Papier und sind daher leicht zu erkennen. Es sind etwa 164 Staubblätter vorhanden. Die kurz kegelige Narbenscheibe besitzt meist 10 (5 bis 18) Narbenstrahlen.

### Frucht und Samen
Die typische, bei einer Länge von 10 bis 22 Millimetern bis zu doppelt so lange wie breite und an ihrer Basis abgerundete Kapselfrucht enthält einige hundert Samen. Die Kapselfrucht ist durch zahlreiche „falsche Scheidewände“ (= Wucherungen der Samenleisten) in unvollständig gefächerte Porenkapseln (= „Streubüchsen“) unterteilt. Die dunklen Samen („Mohnkörner“) sind bei einem Durchmesser von bis zu 1 Millimeter sehr klein.

### Chromosomensatz
Die Chromosomenzahl beträgt 2n = 14.

## Ökologie

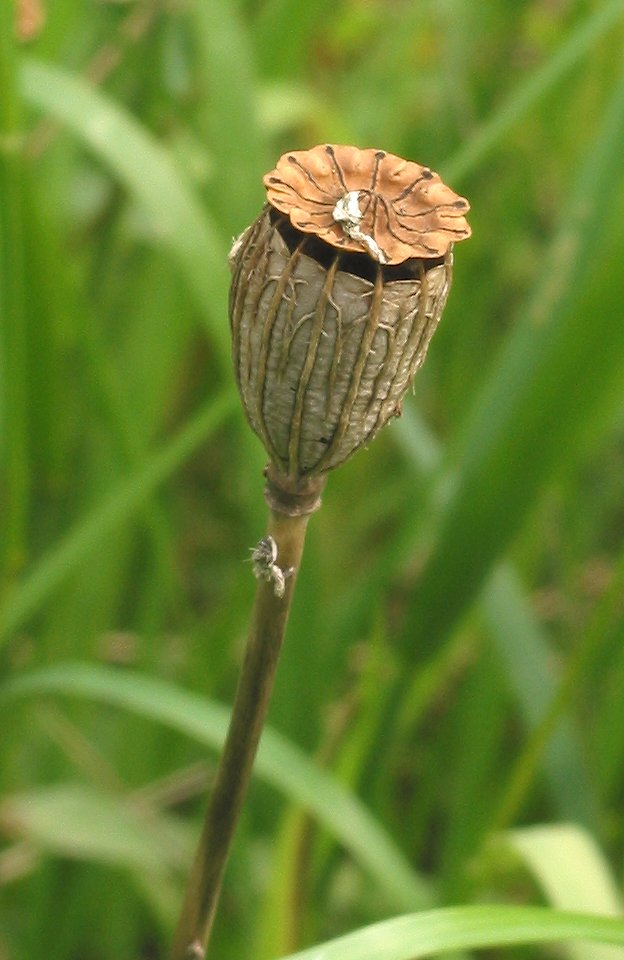
Reife Samenkapsel

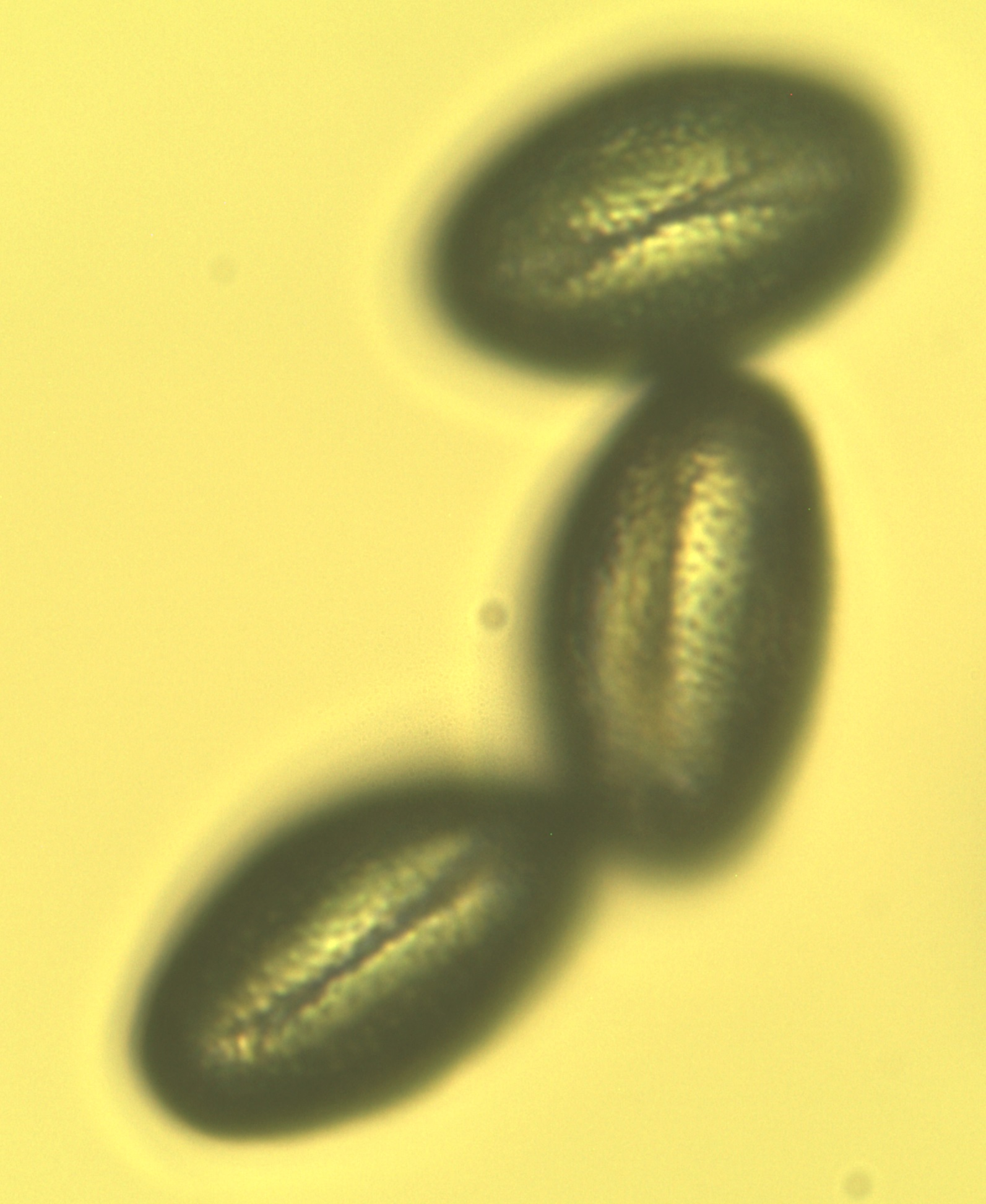
Pollenkörner (400×)

Der Klatschmohn ist eine winterannuelle, seltener sommerannuelle Halbrosettenpflanze und mesomorpher Therophyt. Als Tiefwurzler erreicht seine Wurzel eine Tiefe bis 1 Meter.
Ein Exemplar blüht nur zwei bis drei Tage. Die nektar- und duftlosen Blüten sind vormännliche „Pollen-Scheibenblumen“. Die durch Anthocyane (beispielsweise Mecocyanin) rot gefärbten Kronblätter werden von den rotblinden, jedoch UV-Licht wahrnehmenden Bienen wegen ihrer starken UV-Reflexion wahrscheinlich blauviolett gesehen. Die schwarzen Flecksaftmale entstehen durch Überlagerung von blauen und roten Farbzellen (Subtraktionsfarbe). Je Blüte werden etwa 2,5 Millionen grünschwarze Pollenkörner produziert; diese ungewöhnlich hohe Anzahl wird nur noch von der Pfingstrose übertroffen. Die Pollendarbietung unterliegt einer Tagesrhythmik. Am reichlichsten ist sie zur Zeit des Hauptbesuchs bis 10 Uhr morgens. Die „streifenförmigen“ Narben liegen einer Scheibe des Fruchtknotens auf, die als Anflugplatz für verschiedene Insekten dient. Auch Windbestäubung ist möglich. Die Blüten sind selbststeril.
Es werden die typischen Kapselfrüchte gebildet, welche 2000 (-5000) sehr kleine (bis 1 mm), nierenförmige, harte, erhaben netzartig geaderte und grubig vertiefte, dunkle Samenkörner (Mohnkörner) enthalten. Die Tausendkornmasse beträgt nur ca. 0,11–0,125 Gramm. Die unmittelbar über den Poren liegende dachige Verbreiterung dient als Windfang, so dass die Samen beschleunigt ausgeblasen werden: Es handelt sich somit um „Fliehkraft-Windstreuer“. Die Samen rasseln in der Kapselfrucht und werden durch den Wind ausgestreut. Die Flugweite beträgt bis 4 Meter und ist bei starkem Wind wesentlich größer. Die Ausstreuung der Samen erfolgt nur bei trockenem Wetter. Die meist abstehenden Borstenhaare des Stängels und das Kapseldach dienen als Klettorgane: Tierstreuer. Menschenausbreitung als Kulturfolger. Fruchtreife erfolgt von Juli bis August. Die Samen enthalten ein ölreiches Nährgewebe, was für Windausbreitung typisch ist, da bei gleichem Gewicht Fette doppelt so energiereich sind wie Kohlenhydrate. Die Samen sind Lichtkeimer.
Der bekannte Populärschriftsteller Raoul Heinrich Francé hat ein bemerkenswertes Patent angemeldet, nämlich einen Salzstreuer nach dem Vorbild der Mohnkapsel. Dies gilt als Pionierleistung für die Forschungsrichtung der Bionik. Francé selber benutzte allerdings in seinem Buch „Die Pflanze als Erfinder“ (1920) den Begriff „Biotechnik“, der inzwischen anders definiert wird.

## Vorkommen

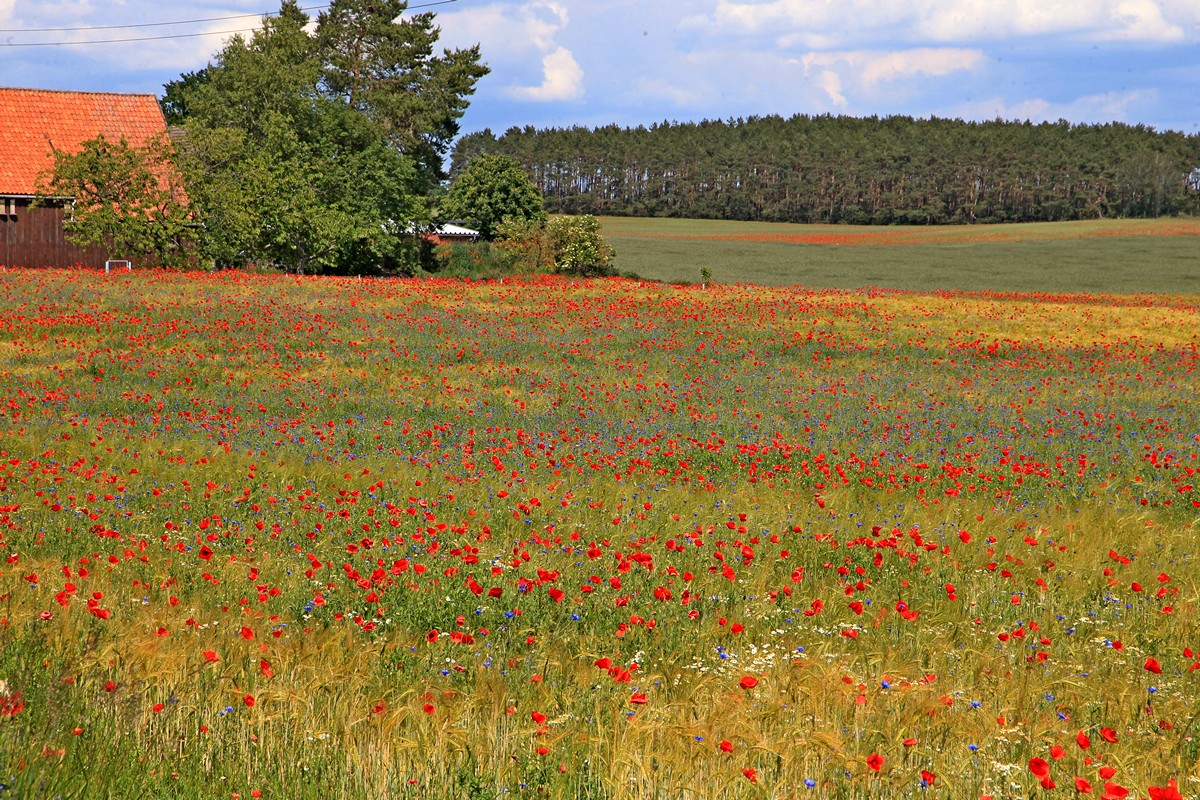
Mohn in Mecklenburger Gerstenfeld

Das genaue Ursprungsgebiet des Klatschmohns ist nicht bekannt, jedoch werden Eurasien oder Nordafrika (wo heute noch aus der Blüte Schminke auf traditionelle Weise hergestellt wird) angenommen und damit Gebiete, in denen schon lange Ackerbau betrieben wird. Mit dem Ackerbau verbreitete sich der Klatschmohn über die ganze Welt (Dauerfrostzone bis Subtropen), bevorzugt jedoch die nördliche gemäßigte Zone. Mit dieser Ausbreitungsstrategie gehört der Klatschmohn zu den so genannten hemerochoren Pflanzen, also den Pflanzen, die durch menschliches Zutun Gebiete besiedeln, in denen sie nicht ursprünglich beheimatet sind und die sie ohne die bewusste oder unbewusste Verbreitung durch den Menschen nicht erreicht hätten. Typischer Ausbreitungsweg für den Klatschmohn ist die Verunreinigung von Getreidesaatgut durch Klatschmohn (so genannte Speirochorie).
Man findet den Klatschmohn verbreitet in Getreidefeldern, selten auch auf Schutt, an Wegen, im Bahnhofsgelände usw. Zur Begrünung von Ödflächen wird er auch angesät.
Er ist ein Archäophyt („Altbürger“) und seit dem Neolithikum Kulturbegleiter. Durch Herbizideinsatz ist er in Getreidefeldern oft sehr zurückgegangen, tritt aber dafür oft in Mengen beispielsweise an ungespritzten, offenerdigen Straßenböschungen auf. Auf lockeren und steinigen Brachen ohne Konkurrenz bildet der Klatschmohn Bestände, die im Laufe der Zeit von Gräsern und anderen Pflanzen zurückgedrängt werden (Pionierpflanze). Klatschmohn bevorzugt sommerwarmen, meist kalkhaltigen Lehmboden. Er steigt in Mitteleuropa bis 1750 Meter Meereshöhe auf.
Nach Ellenberg ist er ein Frischezeiger, an stickstoffreichen Standorten wachsend und eine Klassencharakterart der Getreide-Beikrautfluren (Secalietalia). Die ökologischen Zeigerwerte nach Landolt et al. 2010 sind in der Schweiz: Feuchtezahl F = 2 (mäßig trocken), Lichtzahl L = 4 (hell), Reaktionszahl R = 4 (neutral bis basisch), Temperaturzahl T = 4 (kollin), Nährstoffzahl N = 3 (mäßig nährstoffarm bis mäßig nährstoffreich), Kontinentalitätszahl K = 4 (subkontinental).

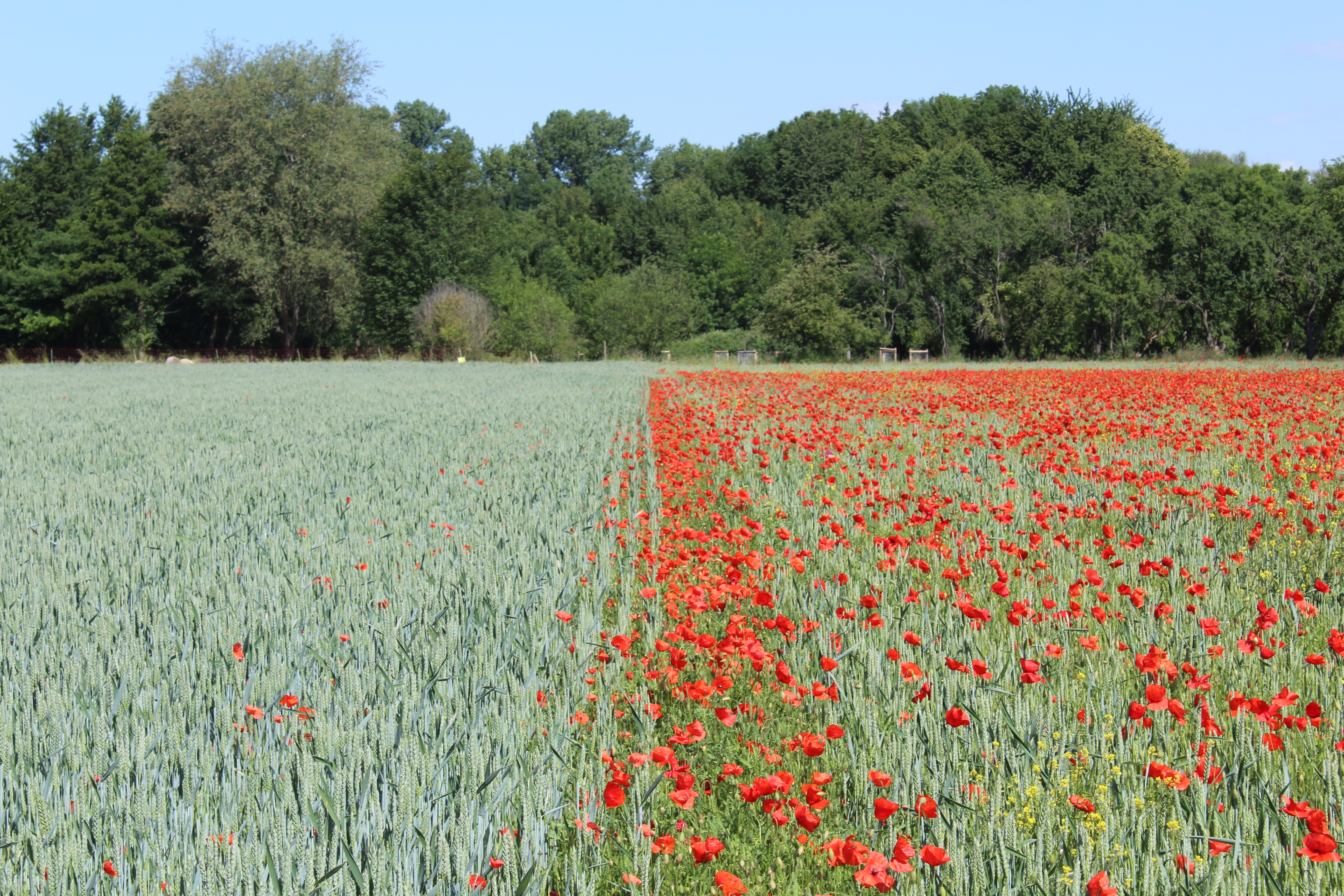
Mohnblühaspekt bei Bonn, Getreideacker mit und ohne Beikrautbekämpfung

## Inhaltsstoffe und Giftigkeit
Im Klatschmohn können viele Alkaloide mit einem Gesamtgehalt von 0,11–0,12 % nachgewiesen werden. Prinzipiell enthalten alle Pflanzenteile als Hauptalkaloid das schwach giftige Rhoeadin (Gehalt etwa 0,06 %), insbesondere der weiße Milchsaft. Weitere erwähnenswerte Inhaltsstoffe sind Allocryptopin, Berberin, Coptisin, Papaverin, Roemerin und Sinactin sowie Depside, Schleimstoffe, Gerbstoffe, Meconsäure und Mecocyanin.
Die Kronblätter wurden wegen ihrer Anthocyanine, Derivaten von Cyanidin und Pelargonidin, früher zur Herstellung roter Tinte verwendet.
Alle Pflanzenteile sind giftig, besonders aber der Milchsaft. Die jungen Blätter vor der Blütezeit, Blütenkronblätter, die jungen grünen Früchte und Samen sind mäßig verwendet unbedenklich. Nach Verzehr größerer Mengen Samen kann es jedoch zu Magen-Darm-Beschwerden mit Bauchschmerzen kommen. Früher kamen bei Kindern häufiger Vergiftungen mit Klatschmohn vor, die zu Blässe, Müdigkeit, Bauchschmerzen und Erbrechen führen können. Anscheinend besitzt Rhoeadin eine krampfanregende Wirkung. Nehmen Wiederkäuer, Pferde und Schweine während der Blütezeit und Samenbildung zu große Mengen Klatschmohn ein, kann es zu Vergiftungen kommen. Es zeigen sich folgende Symptome: zentralnervöse Erregung, Gastroenteritis, Unruhe, Schrecken, dann Raserei, epileptiforme Krämpfe und Bewusstlosigkeit.

## Nutzung

### Speisepflanze
Roh verwenden kann man die jungen Blätter vor der Blüte, zum Beispiel in Salaten. Sie schmecken etwa wie Gurken mit Haselnussgeschmack. Die roten Blütenblätter eignen sich als essbare Dekoration. Man kann auch die jungen, noch grünen Früchte essen. Die Blätter können wie Spinat gekocht werden, zum Beispiel mit gebratenen Schalotten und etwas Rahm.

### Heilpflanze
Als Drogen dienen die getrockneten Blütenblätter. Die roten Klatschmohnblütenblätter sind heute allein als Schmuckdroge ohne Anspruch auf Wirksamkeit in Teemischungen verschiedener Indikationen enthalten. Früher nutzte man sie in Form eines Sirups gegen Husten und Heiserkeit und als Beruhigungsmittel für Kleinkinder bei Schmerzen, Schlafstörungen und Unruhe. Da es keinen Beleg für die Wirksamkeit gibt, hat man diese Anwendungen aufgegeben.
Aus Klatschmohnsamen wird ein Öl gewonnen, das ähnliche Eigenschaften aufweist wie Öl vom Schlafmohn (Mohnöl).

### Zierpflanze
Unter der Bezeichnung Seidenmohn sind Gartenformen von Papaver rhoeas in diversen Farbvarianten, besonders als gefüllte Sorten im Handel.

## Symbolik
Im englischsprachigen Raum ist der Klatschmohn ein Symbol für das Gedenken an gefallene Soldaten. Dies geht zurück auf das Gedicht In Flanders Fields und den Ersten Weltkrieg, in dem auf den frisch aufgeschütteten Hügeln der Soldatengräber als erstes der Klatschmohn zu blühen begann. Die stilisierten Ansteckblumen auf Gedenkveranstaltungen bestehen aus einer Mohnblüte, auch mit Blatt.
Im persischsprachigen Raum symbolisiert der Klatschmohn die Liebe. So heißt es in einem der berühmtesten Gedichte des neuzeitlichen persischen Dichters Sohrab Sepehri: „Ja, solange es den Klatschmohn gibt, solange müssen wir leben.“ Weiterhin symbolisiert sein schwarzer Mittelpunkt die Leiden der Liebe.
In der Heraldik wird der Klatschmohn als Klapperrose geführt.

## Farbvariationen

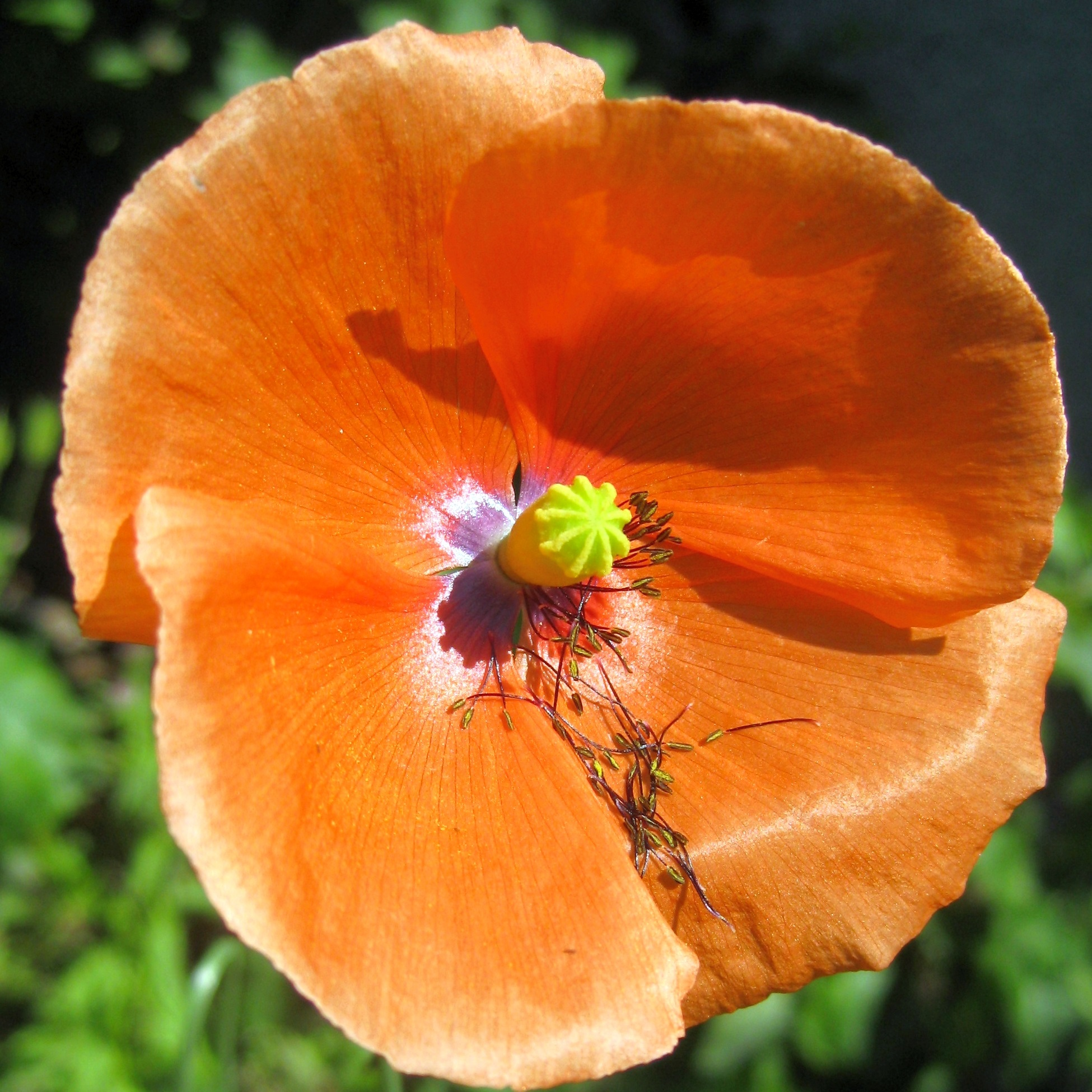
rot-orange
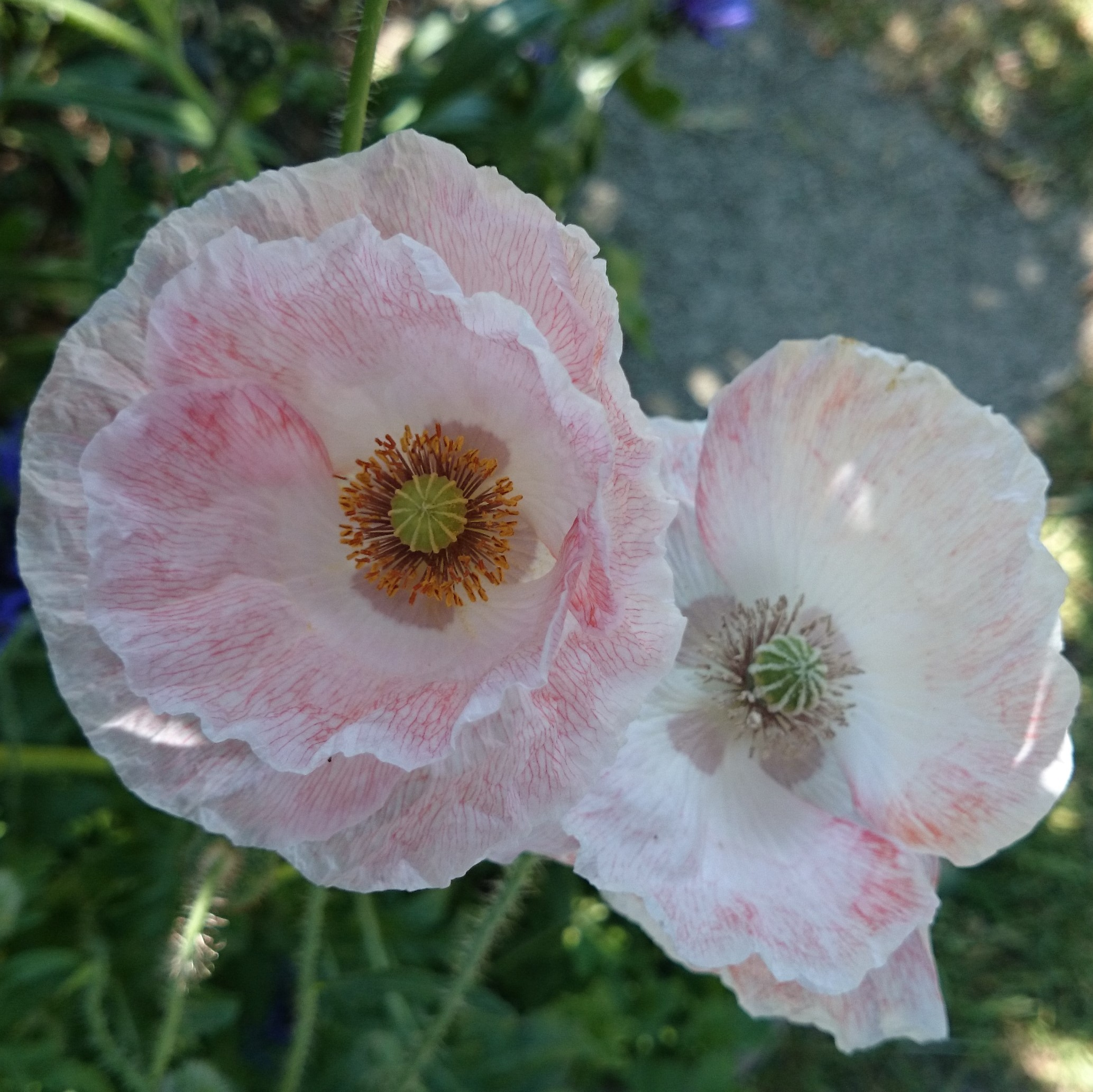
Weiß
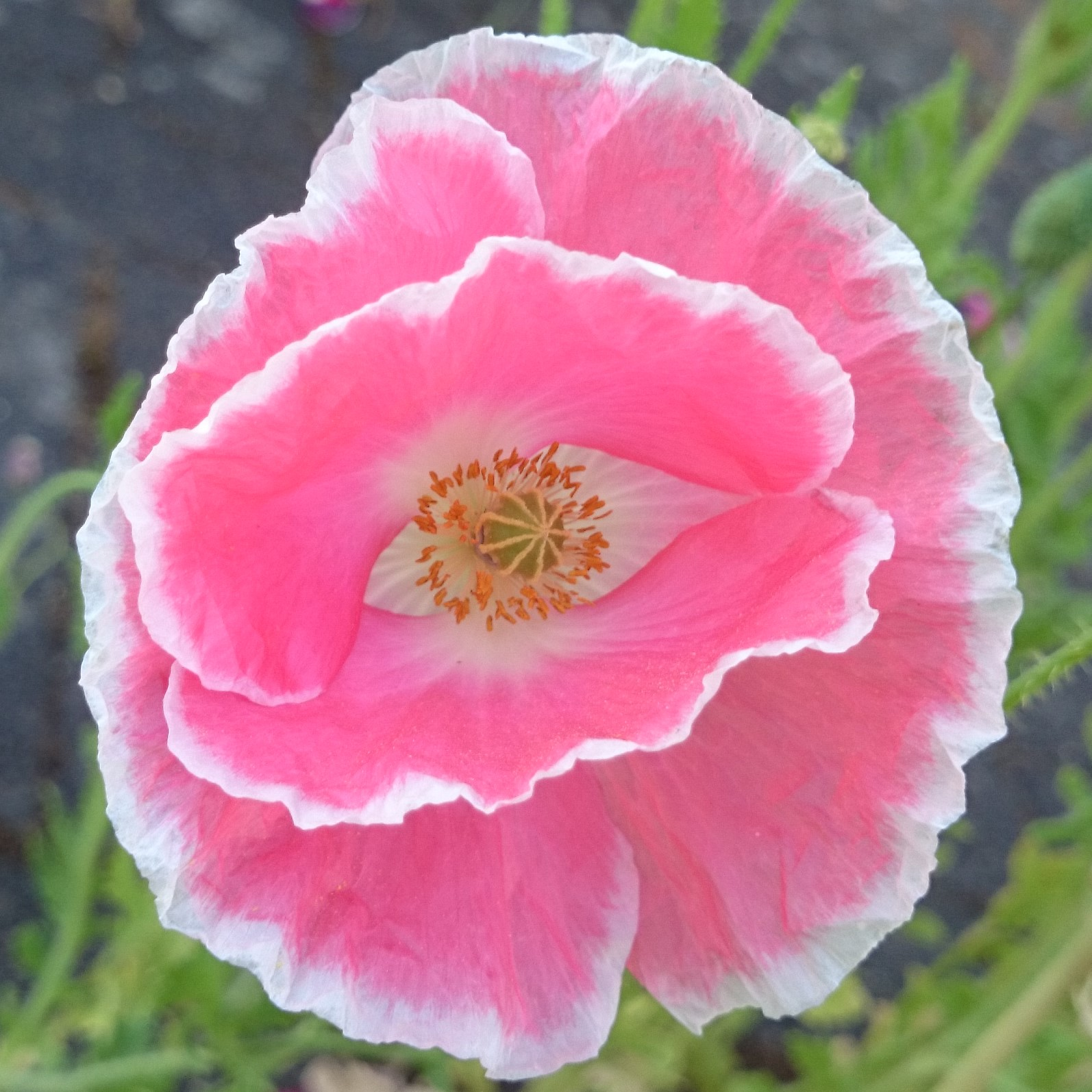
Pink-Weiß
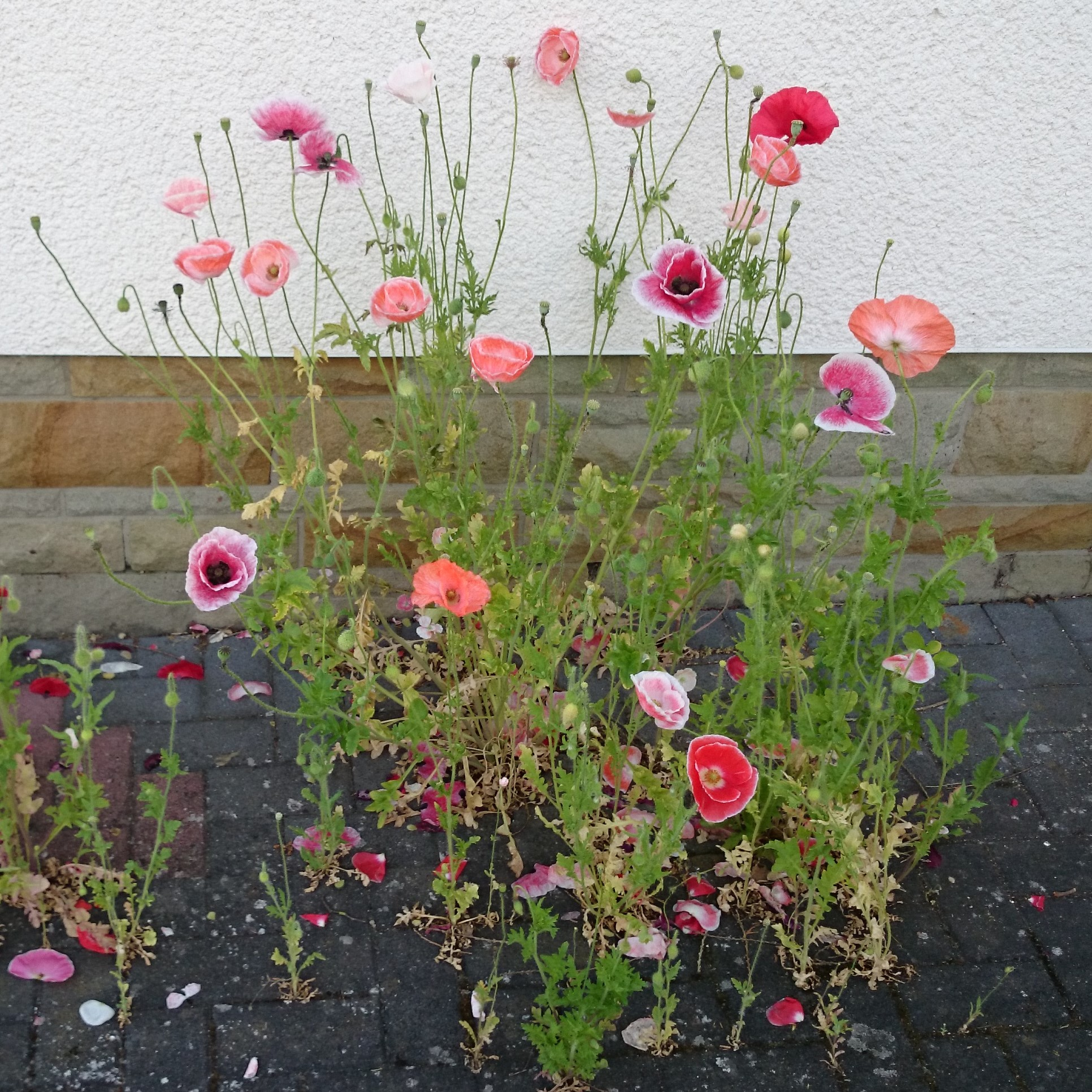
Farben und Stadien im Wildwuchs
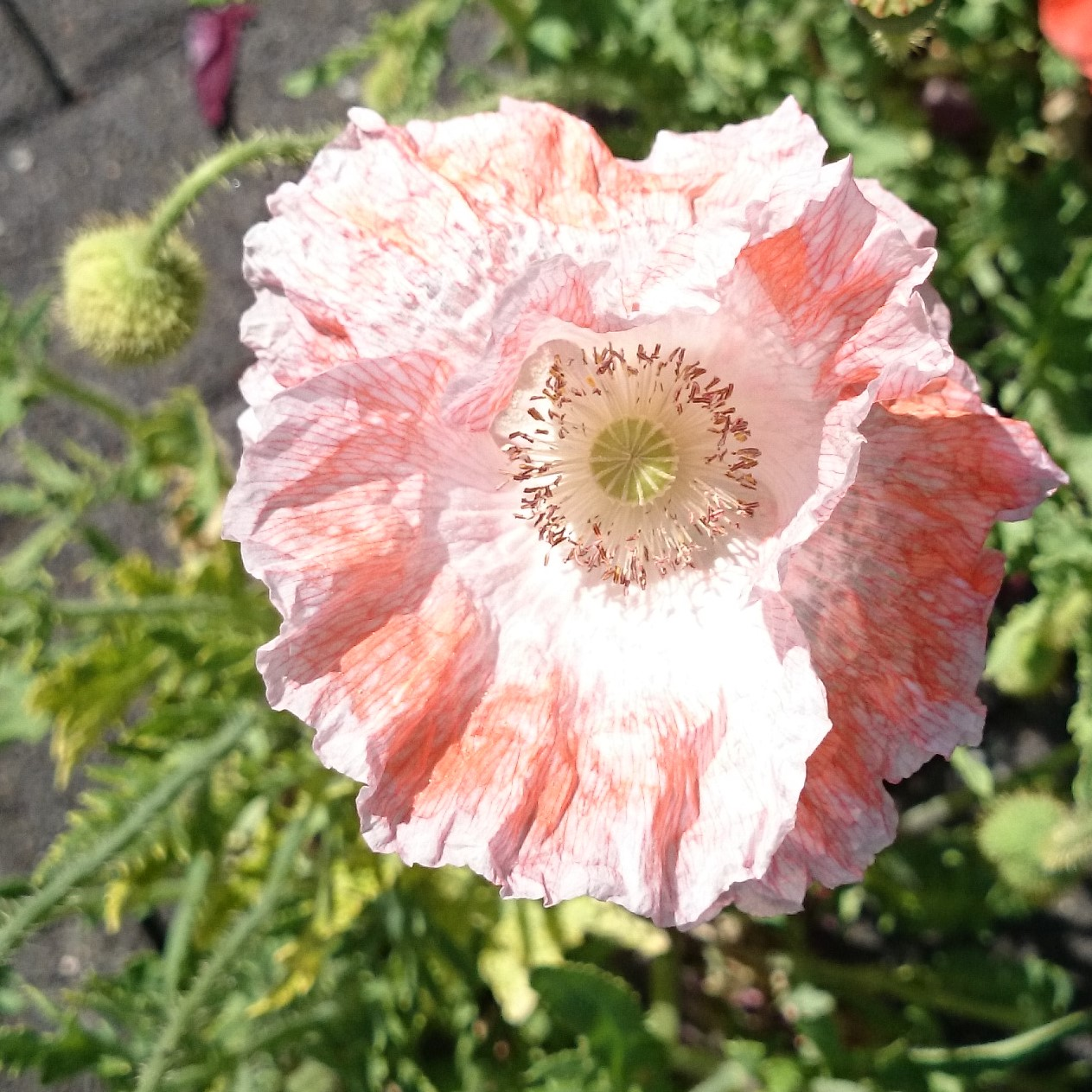
orange-weiß, verwelkt
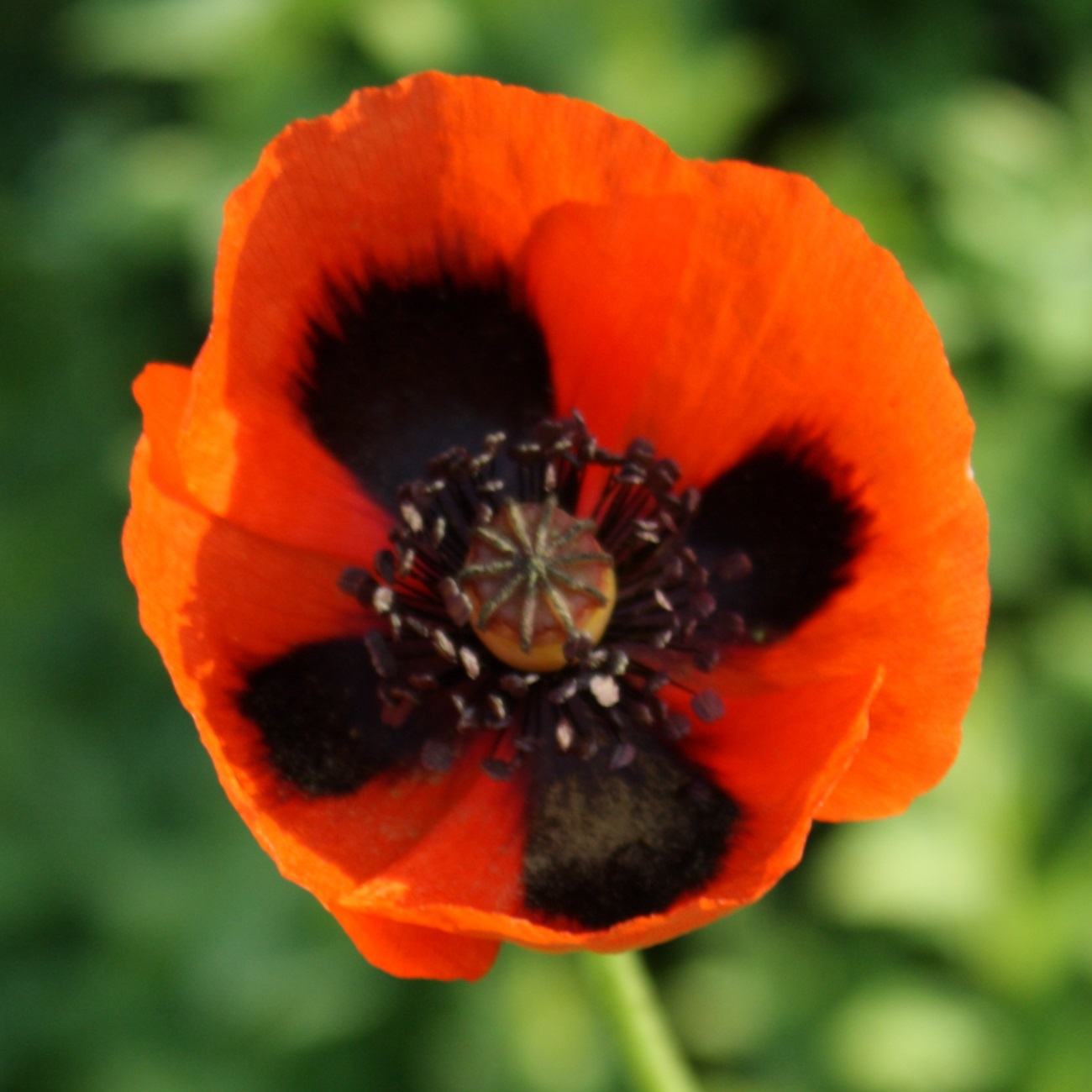
vergrößerte Kreuzzeichnung
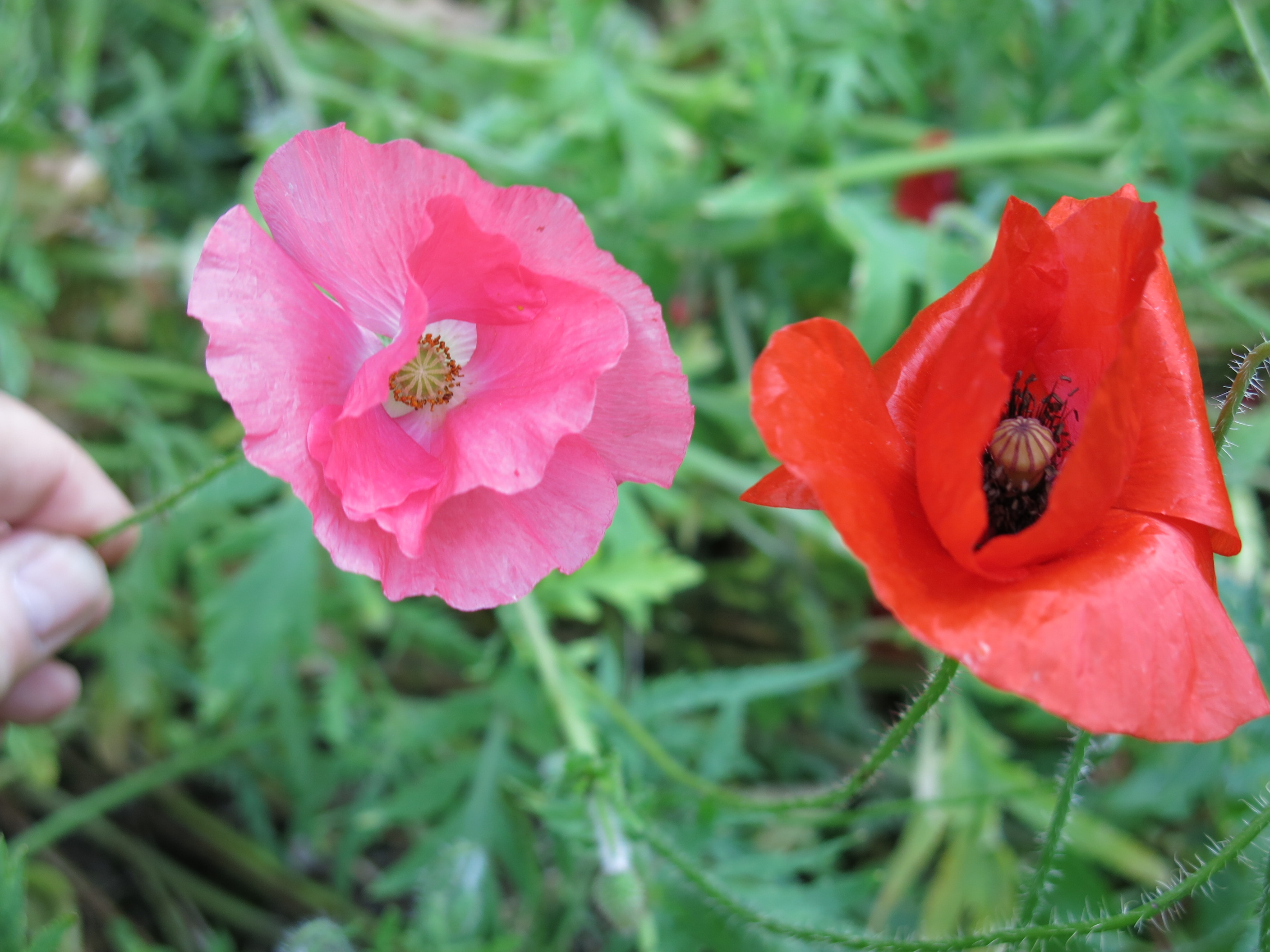
Pink und rot

## Sonstiges
Der Klatschmohn war 2017 in Deutschland die Blume des Jahres. Mit der Ernennung wollte die Loki Schmidt Stiftung darauf aufmerksam machen, dass Ackerwildblumen zunehmend verloren gehen. Jede zweite Ackerwildkraut-Art stehe in mindestens einem Land aufgrund der Landwirtschaft auf der Roten Liste.
Die Blüten wurden im alten Ägypten als Grabschmuck verwendet. So fanden sich bei der Mumie der Prinzessin Nsichonsu, der Tochter des Königs Tonthonthuti aus der 21. Dynastie (1100–1000 v. Chr.) vollkommen erhaltene Blüten.